# オンドジェイ・クーデラ
オンドジェイ・クーデラ（Ondřej Kúdela, 1987年3月26日 - ）は、チェコ出身のサッカー選手。プルシジャ・ジャカルタ所属。ポジションはディフェンダー及びミッドフィールダー。

## 経歴
地元のサッカークラブにはユースチームがなかったため、隣町のボイコヴィツェにあるクラブでサッカーを始めた。
2005年5月28日、18歳でガンブリヌス・リーガに出場。対戦相手はFKムラダー・ボレスラフだった。FKバウミト・ヤブロネツ戦では初得点を記録した。
2009年1月、FKムラダー・ボレスラフと3年6ヶ月の契約を締結した。
2021年3月19日に行われたUEFAヨーロッパリーグ 2020-21 ラウンド16セカンドレグのレンジャーズFC戦においてグレン・カマラへ人種差別行為に及んだことが判明。クーデラは自身の嫌疑を全面的に否定していたが、欧州サッカー連盟（UEFA）は同年4月7日に暫定的に1試合の出場停止処分を科された。調査の結果、UEFAはクデラのカマラに対する人種差別行為を確認し、UEFA主催試合における10試合の出場停止処分を科した。これにより、クーデラはヨーロッパリーグの残り試合に加え、2021年夏に開催されるUEFA EURO 2020も棒に振ることになった。
2022年、プルシジャ・ジャカルタに移籍した。

## 代表歴
世代別の代表として、FIFA U-20ワールドカップに出場した。決勝トーナメント1回戦の日本戦では74分にPKを決めている。さらにその後行われたPK戦と、準々決勝のスペイン戦のPK戦でも成功している。
A代表になかなか縁がなかったが、自身の32歳の誕生日である2019年3月26日のブラジル戦で念願のA代表デビュー。

## 所属クラブ
- 1.FCスロヴァコ 2005-2007
- ACスパルタ・プラハ 2007-2009

→ SKクラドノ 2007 (loan)
- FKムラダー・ボレスラフ 2009-2014
- FCオルダバス 2014
- FKムラダー・ボレスラフ 2015-2018
- SKスラヴィア・プラハ 2018-2022
- プルシジャ・ジャカルタ 2022-

## タイトル
SKスラヴィア・プラハ
- フォルトゥナ・リガ : 2018-19, 2019-20, 2020-21
- MOLカップ : 2017-18, 2018-19, 2020-21